# Université du Nord-Ouest
L'université du Nord-Ouest (en anglais : North-West University) est une université publique située à Potchefstroom, Mahikeng et Vanderbijlpark en Afrique du Sud.

## Histoire
L'université est née de la fusion de l'Université de Potchefstroom pour l'enseignement supérieur chrétien, qui avait également une antenne à Vanderbijlpark, et de l'Université du Nord-Ouest (anciennement Université du Bophuthatswana) en 2004. Par cette fusion, l'Université du Nord-Ouest est devenue l'une des plus grandes universités d'Afrique du Sud avec la troisième plus grande population étudiante dans le pays.

## Présentation
L'université du Nord-Ouest est une université publique de recherche située sur trois campus à Potchefstroom, Mahikeng et Vanderbijlpark en Afrique du Sud. 